# Wirtualna Polska
Wirtualna Polska (WP) – pierwszy polski serwis internetowy, założony w 1995. Należy do spółki Wirtualna Polska Media S.A., która jest częścią Grupy Wirtualna Polska Holding S.A.. Jest to grupa spółek działających w mediach i e-commerce. Jest właścicielem portalu – Wirtualna Polska. Prowadzi też portal o2.pl i specjalistyczne serwisy tematyczne, takie jak money.pl czy dobreprogramy. W branży e-commerce WP działa w zakresie turystyki, mody, urządzania wnętrz i projektowania domów, usług finansowych oraz motoryzacji. Od 7 maja 2015 spółka Wirtualna Polska Holding jest notowana na Giełdzie Papierów Wartościowych w Warszawie. Redaktorem naczelnym Wirtualnej Polski jest Paweł Kapusta.

## Historia
WP stworzyli na Politechnice Gdańskiej Leszek Bogdanowicz, Marek Borzestowski, Jacek Kawalec i Damian Woźniak, którzy poznali się za pośrednictwem Internetu. Ich celem było uporządkowanie ówczesnych stron internetowych według kategorii życia codziennego. W marcu 1995 ruszył katalog stron internetowych Wirtualna Polska, który później przerodził się w serwis. Od października nad rozwojem portalu czuwało Centrum Nowych Technologii, firma zajmująca się ewolucją, promocją i zastosowaniem najnowszych technologii w WP. Początkowo dostępny był pod adresem www.wp.cnt.pl (CNT, tj. Centrum Nowych Technologii). W 1998 został przeniesiony na adres www.wp.pl. Wirtualna Polska w krótkim czasie została przeobrażona w portal internetowy oferujący szereg usług i kompleksowych serwisów, stała się także platformą transakcji e-commerce i komunikacji oraz medium reklamowym.
Wiele działań portalu na rynku internetowym w Polsce miało charakter prekursorski. Wirtualna Polska zastosowała XHTML, jako pierwsza stworzyła Katalog stron WWW i możliwość ich pozycjonowania, wprowadziła personalizację i panel rozmów na żywo. Pierwsza oddała Internautom multimedialny komunikator zintegrowany z systemem Jabber oraz zastosowała w nim technologię VoIP. Oprócz wielu serwisów informacyjnych (wiadomości, sport) WP udostępnia także takie usługi jak m.in. darmowe konta pocztowe.

## Akcjonariat i zarząd
W 2014 Orange Polska za 375 milionów złotych sprzedał Grupie o2 (dotychczas wydawcy portali o2.pl i Pudelek.pl), 100 procent akcji Wirtualnej Polski. Transakcje sfinansował fundusz private equity Innova Capital. Od marca 2018 roku do sierpnia 2024 prezesem spółki Wirtualna Polska Media SA była Joanna Pawlak. W sierpniu 2024 roku stanowisko szefa WP Media objął Jacek Świderski, jeden z właścicieli Wirtualnej Polski i prezes holdingu. 
16 listopada 2020 redaktorem naczelnym Wirtualnej Polski został Marcin Meller. Stanowisko to nie było obsadzone po odwołaniu Tomasza Machały w lutym 2020. Meller po trzech tygodniach 4 grudnia zrezygnował z pełnienia funkcji, a jego stanowisko przejął Piotr Mieśnik, który pełnił tę funkcję do 28 lutego 2023 roku. Od 1 marca 2023 redaktorem naczelnym portalu został Paweł Kapusta.

## Zasięgi
Według badań Gemius/PBI każdego miesiąca z wszystkich produktów internetowych Grupy WP korzysta średnio 20 milionów realnych użytkowników.
W styczniu 2025 Wirtualna Polska poinformowała o usunięciu ze swoich stron skryptów audytowych Mediapanelu. Od tamtej pory wyniki serwisów grupy nie są publicznie dostępne. 

## Kontrowersje
W styczniu 2020 portal internetowy OKO.press opublikował tekst, w którym opisał współpracę Wirtualnej Polski z Ministerstwem Sprawiedliwości. Według portalu miała ona polegać m.in. na cenzurze i blokowaniu artykułów krytycznych wobec Zbigniewa Ziobry i pisaniu pod fikcyjnymi nazwiskami tekstów wspierających ministerstwo. Wirtualna Polska powołała wewnętrzny zespół, który zbadał działalność pionu wydawniczego w Wirtualnej Polsce Media. W związku ze sprawą stanowisko redaktora naczelnego stracił Tomasz Machała, który wyjaśnił, że nie jest zainteresowany publikacjami w sytuacji, w której chodzi o sprawy błahe, bez istotnego znaczenia, w szczególności, gdy dotyczy to polityków. Jednocześnie zespół podał, że wpływy reklamowe pochodzące z Ministerstwa Sprawiedliwości i agencji obsługujących wyniosły poniżej 1% przychodów Wirtualna Polska Holding w całym 2019 roku. Było to wielokrotnie mniej od podawanych w mediach 125 milionów złotych. Jednocześnie Wirtualna Polska wprowadziła nowy Kodeks Etyki Dziennikarskiej i zasady współpracy pomiędzy pionem wydawniczym, a pionem sprzedaży. Rozdzieliła również funkcję redaktora naczelnego od funkcji szefa produktu wydawniczego, które wcześniej przypisywane były jednej osobie. Zgodnie z nowymi ustaleniami redaktor naczelny ma dbać o niezależność, jakość publikacji i dobór treści, a szef produktu wydawniczego wraz z Zespołem Zarządzającym Wirtualna Polska Media SA odpowiada za realizację celów biznesowych spółki.